# WWE SmackDown! vs. Raw
WWE SmackDown! vs. Raw é um videogame de luta livre profissional desenvolvido pela Yuke's e publicado pela THQ para o PlayStation 2 em 2 de novembro de 2004 na América do Norte. É a sexta edição da série de videogames da World Wrestling Entertainment (WWE), a promoção de wrestling profissional, a sequência do WWE SmackDown! Here Comes the Pain de 2003, e o primeiro jogo a ser lançado sob o título SmackDown! vs. Raw. A série de jogos foi renomeada após a introdução da extensão de marca que dividiu a lista da WWE em duas marcas, a última marca no título do jogo sendo nomeada após o programa semanal Monday Night Raw da WWE.
WWE SmackDown! vs Raw foi sucedido em 2005 pelo WWE SmackDown! vs. Raw 2006.

## Jogabilidade
O jogo é bastante semelhante ao seu antecessor, mas adiciona alguns recursos importantes.
Vários novos recursos de jogabilidade são introduzidos, incluindo minijogos pré-jogo e durante o jogo. Os mini-jogos pré-jogo são escolhidos aleatoriamente antes de cada partida individuais, teste de força, olhar para baixo e partida de empurrão. Vários mini-jogos no jogo incluem a batalha de golpes e um mini-jogo de surra para lutadoras femininas em partidas bra and panties. A mecânica do medidor das batalhas de chop é mantida, mas o jogador deve pressionar perfeitamente o botão três vezes consecutivas para vencer. Se o jogador fizer isso, uma cena cortada das duas lutadoras se beijando é reproduzida.
A capacidade de sustentar uma submissão até a contagem de 5 uma vez que uma ruptura de corda foi alcançada também foi implementada. O jogo apresenta várias arenas em que a WWE realizou eventos em 2003 e 2004; também existem arenas baseadas em cada programa de televisão da WWE.
Também adicionado ao jogo foi o sistema Clean/Dirty, que influenciou as táticas de cada lutador. Os jogadores podem escolher se o lutador está limpo, sujo ou neutro. Um lutador limpo ou sujo tem um medidor que pode ser preenchido executando ações ou movimentos especiais de limpeza/suja.
WWE SmackDown! vs. Raw também inclui um modo WWE PPV (Pay-Per-View) refeito de seus jogos anteriores, onde o jogador pode jogar PPVs de de 2004, ou criar um PPV próprio reservando partidas escolhendo tipos de partidas e qualquer superstar, lenda ou superstar criado no jogo. Os campeonatos criados poderiam ser travados nos PPVs criados. Antes de jogar o PPV, o jogo mostraria um destaque genérico com dois dos superstars no evento principal do show. Os comentários começaram a melhorar e a sincronizar mais com as partidas.
O jogo também apresentou um novo modo Create-a-Championship, onde o jogador pode criar e defender o título em seu PPV criado. O jogo também inclui o modo Create-A-Wrestler de jogos anteriores, onde os movimentos, atributos, entradas e marca dos superstars criados podem ser personalizados. O modo de criação foi melhorado em relação ao jogo anterior. Stable podem ser criados com qualquer jogo de lutador e as entradas podem ser personalizadas.
Um novo modo de desafio oferece aos jogadores oportunidades para se desafiarem em diferentes níveis de dificuldade. Além disso, vários desafios colocam os jogadores em partidas memoráveis do passado e vencer esses desafios ajudará a desbloquear trajes e arenas alternativos.

## Recepção
O jogo recebeu um prêmio de vendas "Platinum" da Entertainment and Leisure Software Publishers Association (ELSPA), indicando vendas de pelo menos 300.000 cópias no Reino Unido.

### Crítica
O jogo recebeu uma pontuação de 80/100 no agregador de críticas Metacritic, indicando "críticas geralmente favoráveis".

### Indicações
| Distribuidora:               | Categoria:          | Resultado: |
| ---------------------------- | ------------------- | ---------- |
| 2004 Spike Video Game Awards | Melhor jogo de luta | Nomeado    |

## Jogadores
| Raw              | SmackDown                | Divas         | Divas         | LENDAS             |
| Raw              | SmackDown                | Raw           | SmackDown     |                    |
| ---------------- | ------------------------ | ------------- | ------------- | ------------------ |
| A-Train          | Big Show                 | Molly Holly   | Sable         | André the Giant    |
| Batista          | Booker T                 | Stacy Keibler | Torrie Wilson | Animal             |
| Chris Benoit     | Bubba Ray Dudley         | Trish Stratus |               | Bret Hart          |
| Chris Jericho    | Charlie Haas             | Victoria      |               | Brutus Beefcake    |
| Christian        | Chavo Guerrero           |               |               | Hawk               |
| Chuck Palumbo    | D-Von Dudley             |               |               | Jimmy Snuka        |
| Edge             | Eddie Guerrero           |               |               | Undertaker (Lenda) |
| Garrison Cade    | Hardcore Holly           |               |               | Mankind            |
| Kane             | John "Bradshaw" Layfield |               |               | Kane (Mascarado)   |
| Matt Hardy       | John Cena                |               |               | Roddy Piper        |
| Randy Orton      | Kurt Angle               |               |               | The Rock           |
| Rhyno            | Mark Jindrak             |               |               |                    |
| Ric Flair        | René Duprée              |               |               |                    |
| Shawn Michaels   | Rey Mysterio             |               |               |                    |
| Shelton Benjamin | Rico                     |               |               |                    |
| Tajiri           | Rob Van Dam              |               |               |                    |
| Triple H         | Scotty 2 Hotty           |               |               |                    |
|                  | The Undertaker           |               |               |                    |